# Kvalspelet till U21-Europamästerskapet i fotboll 2023 (grupp D)
Kvalspelet till U21-Europamästerskapet i fotboll 2023 (grupp D) bestod av sex lag: Portugal, Grekland, Island, Belarus, Cypern och Liechtenstein. Lagindelningen i de nio grupperna i gruppspelet bestämdes genom en lottning på Uefas högkvarter i Nyon, Schweiz den 28 januari 2021.

## Tabell
| Nr | Lag           | S  | V | O | F  | GM | IM | MS  | P  |
| -- | ------------- | -- | - | - | -- | -- | -- | --- | -- |
| 1  | Portugal      | 10 | 9 | 1 | 0  | 41 | 3  | +38 | 28 |
| 2  | Island        | 10 | 5 | 3 | 2  | 25 | 7  | +18 | 18 |
| 3  | Grekland      | 10 | 5 | 2 | 3  | 16 | 10 | +6  | 17 |
| 4  | Belarus       | 10 | 4 | 0 | 6  | 16 | 15 | +1  | 12 |
| 5  | Cypern        | 10 | 3 | 2 | 5  | 16 | 16 | 0   | 11 |
| 6  | Liechtenstein | 10 | 0 | 0 | 10 | 0  | 63 | −63 | 0  |

## Matcher
|             | 25 mars 2021 | Grekland | 0 – 0   | Cypern | Apostolos Nikolaidis Stadium                           |                                                        |
| 16:30 UTC+2 | 16:30 UTC+2  |          | Rapport |        | Aten Publik: 0 Domare: Allard Lindhout (Nederländerna) | Aten Publik: 0 Domare: Allard Lindhout (Nederländerna) |
| 16:30 UTC+2 | 16:30 UTC+2  |          |         |        | Aten Publik: 0 Domare: Allard Lindhout (Nederländerna) | Aten Publik: 0 Domare: Allard Lindhout (Nederländerna) |
| 16:30 UTC+2 | 16:30 UTC+2  |          |         |        | Aten Publik: 0 Domare: Allard Lindhout (Nederländerna) | Aten Publik: 0 Domare: Allard Lindhout (Nederländerna) |

|             | 5 juni 2021 | Liechtenstein | 0 – 5           | Grekland | Sportpark Eschen-Mauren                                |                                                        |
| 17:00 UTC+2 | 17:00 UTC+2 |               | (0 – 1) Rapport | 39′ Giannis Christopoulos 55′ Theodosis Macheras 61′ Giannis Fivos Botos 65′ Vasilis Zagaritis 73′ Giannis Sardelis | Eschen Publik: 39 Domare: Viktor Kopiyevskyi (Ukraina) | Eschen Publik: 39 Domare: Viktor Kopiyevskyi (Ukraina) |
| 17:00 UTC+2 | 17:00 UTC+2 |               |                 | | Eschen Publik: 39 Domare: Viktor Kopiyevskyi (Ukraina) | Eschen Publik: 39 Domare: Viktor Kopiyevskyi (Ukraina) |
| 17:00 UTC+2 | 17:00 UTC+2 |               |                 | | Eschen Publik: 39 Domare: Viktor Kopiyevskyi (Ukraina) | Eschen Publik: 39 Domare: Viktor Kopiyevskyi (Ukraina) |

|             | 2 september 2021 | Belarus                | 1 – 2           | Island                          | OSK Brestsky                                        |                                                     |
| 17:00 UTC+3 | 17:00 UTC+3      | Aleksandr Shestyuk 71′ | (0 – 1) Rapport | 20′, 54′ Hákon Arnar Haraldsson | Brest Publik: 3 260 Domare: Juxhin Xhaja (Albanien) | Brest Publik: 3 260 Domare: Juxhin Xhaja (Albanien) |
| 17:00 UTC+3 | 17:00 UTC+3      |                        |                 |                                 | Brest Publik: 3 260 Domare: Juxhin Xhaja (Albanien) | Brest Publik: 3 260 Domare: Juxhin Xhaja (Albanien) |
| 17:00 UTC+3 | 17:00 UTC+3      |                        |                 |                                 | Brest Publik: 3 260 Domare: Juxhin Xhaja (Albanien) | Brest Publik: 3 260 Domare: Juxhin Xhaja (Albanien) |

|             | 3 september 2021 | Liechtenstein | 0 – 6           | Cypern | Sportpark Eschen-Mauren                               |                                                       |
| 18:00 UTC+2 | 18:00 UTC+2      |               | (0 – 3) Rapport | 12′ (str.) Ruel Sotiriou 22′ Andronikos Kakoullis 36′ Ioannis Kosti 53′ Daniil Paroutis 61′ Michalis Charalambous 89′ Hector Kyprianou | Eschen Publik: 70 Domare: Laurent Kopriwa (Luxemburg) | Eschen Publik: 70 Domare: Laurent Kopriwa (Luxemburg) |
| 18:00 UTC+2 | 18:00 UTC+2      |               |                 | | Eschen Publik: 70 Domare: Laurent Kopriwa (Luxemburg) | Eschen Publik: 70 Domare: Laurent Kopriwa (Luxemburg) |
| 18:00 UTC+2 | 18:00 UTC+2      |               |                 | | Eschen Publik: 70 Domare: Laurent Kopriwa (Luxemburg) | Eschen Publik: 70 Domare: Laurent Kopriwa (Luxemburg) |

|             | 6 september 2021 | Portugal                | 1 – 0           | Belarus | Estádio José Gomes                                                |                                                                   |
| 19:00 UTC+1 | 19:00 UTC+1      | Fábio Vieira 32′ (str.) | (1 – 0) Rapport |         | Amadora Publik: 809 Domare: Christian-Petru Ciochirca (Österrike) | Amadora Publik: 809 Domare: Christian-Petru Ciochirca (Österrike) |
| 19:00 UTC+1 | 19:00 UTC+1      |                         |                 |         | Amadora Publik: 809 Domare: Christian-Petru Ciochirca (Österrike) | Amadora Publik: 809 Domare: Christian-Petru Ciochirca (Österrike) |
| 19:00 UTC+1 | 19:00 UTC+1      |                         |                 |         | Amadora Publik: 809 Domare: Christian-Petru Ciochirca (Österrike) | Amadora Publik: 809 Domare: Christian-Petru Ciochirca (Österrike) |

|             | 7 september 2021 | Cypern                                                                                              | 6 – 0           | Liechtenstein | AEK Arena – Georgios Karapatakis                    |                                                     |
| 19:00 UTC+3 | 19:00 UTC+3      | Andronikos Kakoullis 31′, 41′ (str.) Ioannis Kosti 33′, 38′ Giannis Gerolemou 46′ Iasonas Pikis 63′ | (4 – 0) Rapport |               | Larnaca Publik: 161 Domare: Luis Texeira (Portugal) | Larnaca Publik: 161 Domare: Luis Texeira (Portugal) |
| 19:00 UTC+3 | 19:00 UTC+3      | |                 |               | Larnaca Publik: 161 Domare: Luis Texeira (Portugal) | Larnaca Publik: 161 Domare: Luis Texeira (Portugal) |
| 19:00 UTC+3 | 19:00 UTC+3      | |                 |               | Larnaca Publik: 161 Domare: Luis Texeira (Portugal) | Larnaca Publik: 161 Domare: Luis Texeira (Portugal) |

|             | 7 september 2021 | Island                 | 1 – 1           | Grekland              | Víkingsvöllur                                        |                                                      |
| 17:00 UTC±0 | 17:00 UTC±0      | Kolbeinn Þórðarson 37′ | (1 – 1) Rapport | 45+1′ Fotis Ioannidis | Reykjavík Publik: 435 Domare: Gal Leibovitz (Israel) | Reykjavík Publik: 435 Domare: Gal Leibovitz (Israel) |
| 17:00 UTC±0 | 17:00 UTC±0      |                        |                 |                       | Reykjavík Publik: 435 Domare: Gal Leibovitz (Israel) | Reykjavík Publik: 435 Domare: Gal Leibovitz (Israel) |
| 17:00 UTC±0 | 17:00 UTC±0      |                        |                 |                       | Reykjavík Publik: 435 Domare: Gal Leibovitz (Israel) | Reykjavík Publik: 435 Domare: Gal Leibovitz (Israel) |

|             | 7 oktober 2021 | Portugal | 11 – 00         | Liechtenstein | Estádio do FC Vizela                                           |                                                                |
| 19:15 UTC+1 | 19:15 UTC+1    | Nuno Tavares 5′ André Almeida 8′ Gonçalo Ramos 12′, 19′, 25′, 39′ Fábio Silva 13′, 44′ Fábio Vieira 37′ (str.) Tiago Tomás 63′ Francisco Conceição 76′ | (9 – 0) Rapport |               | Vizela Publik: 5 239 Domare: Vitālijs Spasjoņņikovs (Lettland) | Vizela Publik: 5 239 Domare: Vitālijs Spasjoņņikovs (Lettland) |
| 19:15 UTC+1 | 19:15 UTC+1    | |                 |               | Vizela Publik: 5 239 Domare: Vitālijs Spasjoņņikovs (Lettland) | Vizela Publik: 5 239 Domare: Vitālijs Spasjoņņikovs (Lettland) |
| 19:15 UTC+1 | 19:15 UTC+1    | |                 |               | Vizela Publik: 5 239 Domare: Vitālijs Spasjoņņikovs (Lettland) | Vizela Publik: 5 239 Domare: Vitālijs Spasjoņņikovs (Lettland) |

|             | 8 oktober 2021 | Belarus | 0 – 2           | Grekland                                     | Torpedo Stadium                                          |                                                          |
| 19:00 UTC+3 | 19:00 UTC+3    |         | (0 – 1) Rapport | 27′ Apostolos Diamantis 84′ Giannis Sardelis | Zjodzina Publik: 320 Domare: Mohammad Al-Emara (Finland) | Zjodzina Publik: 320 Domare: Mohammad Al-Emara (Finland) |
| 19:00 UTC+3 | 19:00 UTC+3    |         |                 |                                              | Zjodzina Publik: 320 Domare: Mohammad Al-Emara (Finland) | Zjodzina Publik: 320 Domare: Mohammad Al-Emara (Finland) |
| 19:00 UTC+3 | 19:00 UTC+3    |         |                 |                                              | Zjodzina Publik: 320 Domare: Mohammad Al-Emara (Finland) | Zjodzina Publik: 320 Domare: Mohammad Al-Emara (Finland) |

|             | 12 oktober 2021 | Island | 0 – 1           | Portugal         | Fylkisvöllur                                             |                                                          |
| 15:00 UTC±0 | 15:00 UTC±0     |        | (0 – 0) Rapport | 55′ Fábio Vieira | Reykjavík Publik: 502 Domare: Robert Ian Jenkins (Wales) | Reykjavík Publik: 502 Domare: Robert Ian Jenkins (Wales) |
| 15:00 UTC±0 | 15:00 UTC±0     |        |                 |                  | Reykjavík Publik: 502 Domare: Robert Ian Jenkins (Wales) | Reykjavík Publik: 502 Domare: Robert Ian Jenkins (Wales) |
| 15:00 UTC±0 | 15:00 UTC±0     |        |                 |                  | Reykjavík Publik: 502 Domare: Robert Ian Jenkins (Wales) | Reykjavík Publik: 502 Domare: Robert Ian Jenkins (Wales) |

|             | 12 oktober 2021 | Belarus | 6 – 0           | Liechtenstein | Borisov Arena                                           |                                                         |
| 19:00 UTC+3 | 19:00 UTC+3     | Vladislav Morozov 15′, 49′, 59′ Yaroslav Oreshkevich 29′ (str.) Aleksandr Shestyuk 45+1′ Oleg Nikiforenko 68′ | (3 – 0) Rapport |               | Barysaŭ Publik: 50 Domare: Yasar Kemal Ugurlu (Turkiet) | Barysaŭ Publik: 50 Domare: Yasar Kemal Ugurlu (Turkiet) |
| 19:00 UTC+3 | 19:00 UTC+3     | |                 |               | Barysaŭ Publik: 50 Domare: Yasar Kemal Ugurlu (Turkiet) | Barysaŭ Publik: 50 Domare: Yasar Kemal Ugurlu (Turkiet) |
| 19:00 UTC+3 | 19:00 UTC+3     | |                 |               | Barysaŭ Publik: 50 Domare: Yasar Kemal Ugurlu (Turkiet) | Barysaŭ Publik: 50 Domare: Yasar Kemal Ugurlu (Turkiet) |

|             | 12 november 2021 | Grekland                                          | 2 – 0           | Belarus | Theodoros Kolokotronis Stadium                              |                                                             |
| 16:00 UTC+2 | 16:00 UTC+2      | Vasilis Sourlis 16′ Nikita Supranovich 53′ (sjm.) | (1 – 0) Rapport |         | Tripoli Publik: 660 Domare: Irakli Kvirikashvili (Georgien) | Tripoli Publik: 660 Domare: Irakli Kvirikashvili (Georgien) |
| 16:00 UTC+2 | 16:00 UTC+2      |                                                   |                 |         | Tripoli Publik: 660 Domare: Irakli Kvirikashvili (Georgien) | Tripoli Publik: 660 Domare: Irakli Kvirikashvili (Georgien) |
| 16:00 UTC+2 | 16:00 UTC+2      |                                                   |                 |         | Tripoli Publik: 660 Domare: Irakli Kvirikashvili (Georgien) | Tripoli Publik: 660 Domare: Irakli Kvirikashvili (Georgien) |

|             | 12 november 2021 | Liechtenstein | 0 – 3           | Island                                                             | Sportpark Eschen-Mauren                          |                                                  |
| 15:00 UTC+1 | 15:00 UTC+1      |               | (0 – 3) Rapport | 15′ Kristian Hlynsson 25′ Ágúst Hlynsson 31′ Brynjólfur Willumsson | Eschen Publik: 100 Domare: Joni Hyytiä (Finland) | Eschen Publik: 100 Domare: Joni Hyytiä (Finland) |
| 15:00 UTC+1 | 15:00 UTC+1      |               |                 |                                                                    | Eschen Publik: 100 Domare: Joni Hyytiä (Finland) | Eschen Publik: 100 Domare: Joni Hyytiä (Finland) |
| 15:00 UTC+1 | 15:00 UTC+1      |               |                 |                                                                    | Eschen Publik: 100 Domare: Joni Hyytiä (Finland) | Eschen Publik: 100 Domare: Joni Hyytiä (Finland) |

|             | 12 november 2021 | Cypern | 0 – 1           | Portugal          | Antonis Papadopoulos Stadium                            |                                                         |
| 18:00 UTC+2 | 18:00 UTC+2      |        | (0 – 1) Rapport | 15′ Gonçalo Ramos | Larnaca Publik: 224 Domare: Jérémie Pignard (Frankrike) | Larnaca Publik: 224 Domare: Jérémie Pignard (Frankrike) |
| 18:00 UTC+2 | 18:00 UTC+2      |        |                 |                   | Larnaca Publik: 224 Domare: Jérémie Pignard (Frankrike) | Larnaca Publik: 224 Domare: Jérémie Pignard (Frankrike) |
| 18:00 UTC+2 | 18:00 UTC+2      |        |                 |                   | Larnaca Publik: 224 Domare: Jérémie Pignard (Frankrike) | Larnaca Publik: 224 Domare: Jérémie Pignard (Frankrike) |

|             | 16 november 2021 | Grekland                       | 1 – 0           | Island | Theodoros Kolokotronis Stadium                        |                                                       |
| 16:00 UTC+2 | 16:00 UTC+2      | Giannis Michailidis 37′ (str.) | (1 – 0) Rapport |        | Tripoli Publik: 450 Domare: Alain Durieux (Luxemburg) | Tripoli Publik: 450 Domare: Alain Durieux (Luxemburg) |
| 16:00 UTC+2 | 16:00 UTC+2      |                                |                 |        | Tripoli Publik: 450 Domare: Alain Durieux (Luxemburg) | Tripoli Publik: 450 Domare: Alain Durieux (Luxemburg) |
| 16:00 UTC+2 | 16:00 UTC+2      |                                |                 |        | Tripoli Publik: 450 Domare: Alain Durieux (Luxemburg) | Tripoli Publik: 450 Domare: Alain Durieux (Luxemburg) |

|             | 16 november 2021 | Liechtenstein | 0 – 4           | Belarus                                                                | Sportpark Eschen-Mauren                                  |                                                          |
| 15:00 UTC+1 | 15:00 UTC+1      |               | (0 – 2) Rapport | 10′, 44′ Dmitriy Latykhov 46′ Vladislav Lozhkin 90+3′ Oleg Nikiforenko | Eschen Publik: 68 Domare: Ashot Ghaltakhchyan (Armenien) | Eschen Publik: 68 Domare: Ashot Ghaltakhchyan (Armenien) |
| 15:00 UTC+1 | 15:00 UTC+1      |               |                 |                                                                        | Eschen Publik: 68 Domare: Ashot Ghaltakhchyan (Armenien) | Eschen Publik: 68 Domare: Ashot Ghaltakhchyan (Armenien) |
| 15:00 UTC+1 | 15:00 UTC+1      |               |                 |                                                                        | Eschen Publik: 68 Domare: Ashot Ghaltakhchyan (Armenien) | Eschen Publik: 68 Domare: Ashot Ghaltakhchyan (Armenien) |

|             | 16 november 2021 | Portugal                                                                           | 6 – 0           | Cypern | Estádio de São Luís                                      |                                                          |
| 19:15 UTC±0 | 19:15 UTC±0      | Gonçalo Ramos 6′, 53′, 61′ Gonçalo Inácio 21′ Fábio Vieira 51′ Henrique Araújo 71′ | (2 – 0) Rapport |        | Faro Publik: 3 107 Domare: Kristoffer Karlsson (Sverige) | Faro Publik: 3 107 Domare: Kristoffer Karlsson (Sverige) |
| 19:15 UTC±0 | 19:15 UTC±0      |                                                                                    |                 |        | Faro Publik: 3 107 Domare: Kristoffer Karlsson (Sverige) | Faro Publik: 3 107 Domare: Kristoffer Karlsson (Sverige) |
| 19:15 UTC±0 | 19:15 UTC±0      |                                                                                    |                 |        | Faro Publik: 3 107 Domare: Kristoffer Karlsson (Sverige) | Faro Publik: 3 107 Domare: Kristoffer Karlsson (Sverige) |

|             | 25 mars 2022 | Grekland                                                           | 4 – 0           | Liechtenstein | Theodoros Kolokotronis Stadium                          |                                                         |
| 19:00 UTC+2 | 19:00 UTC+2  | Nikos Michelis 21′ Michalis Kosidis 27′ Christos Tzolis 38′, 90+5′ | (3 – 0) Rapport |               | Tripoli Publik: 405 Domare: Rauf Jabarov (Azerbajdzjan) | Tripoli Publik: 405 Domare: Rauf Jabarov (Azerbajdzjan) |
| 19:00 UTC+2 | 19:00 UTC+2  |                                                                    |                 |               | Tripoli Publik: 405 Domare: Rauf Jabarov (Azerbajdzjan) | Tripoli Publik: 405 Domare: Rauf Jabarov (Azerbajdzjan) |
| 19:00 UTC+2 | 19:00 UTC+2  |                                                                    |                 |               | Tripoli Publik: 405 Domare: Rauf Jabarov (Azerbajdzjan) | Tripoli Publik: 405 Domare: Rauf Jabarov (Azerbajdzjan) |

|             | 25 mars 2022 | Portugal          | 1 – 1           | Island                    | Estádio Municipal de Portimão                            |                                                          |
| 20:15 UTC±0 | 20:15 UTC±0  | Gonçalo Ramos 34′ | (1 – 1) Rapport | 17′ Brynjólfur Willumsson | Portimão Publik: 4 094 Domare: Miloš Milanović (Serbien) | Portimão Publik: 4 094 Domare: Miloš Milanović (Serbien) |
| 20:15 UTC±0 | 20:15 UTC±0  |                   |                 |                           | Portimão Publik: 4 094 Domare: Miloš Milanović (Serbien) | Portimão Publik: 4 094 Domare: Miloš Milanović (Serbien) |
| 20:15 UTC±0 | 20:15 UTC±0  |                   |                 |                           | Portimão Publik: 4 094 Domare: Miloš Milanović (Serbien) | Portimão Publik: 4 094 Domare: Miloš Milanović (Serbien) |

|             | 26 mars 2022 | Cypern | 0 – 1           | Belarus           | Dasaki Stadium                                       |                                                      |
| 16:00 UTC+2 | 16:00 UTC+2  |        | (0 – 1) Rapport | 32′ Roman Vegerya | Achna Publik: 250 Domare: Joonas Jaanovits (Estland) | Achna Publik: 250 Domare: Joonas Jaanovits (Estland) |
| 16:00 UTC+2 | 16:00 UTC+2  |        |                 |                   | Achna Publik: 250 Domare: Joonas Jaanovits (Estland) | Achna Publik: 250 Domare: Joonas Jaanovits (Estland) |
| 16:00 UTC+2 | 16:00 UTC+2  |        |                 |                   | Achna Publik: 250 Domare: Joonas Jaanovits (Estland) | Achna Publik: 250 Domare: Joonas Jaanovits (Estland) |

|             | 29 mars 2022 | Cypern                | 1 – 1           | Island                  | Dasaki Stadium                                      |                                                     |
| 16:00 UTC+3 | 16:00 UTC+3  | Giannis Gerolemou 27′ | (1 – 0) Rapport | 90+4′ Kristian Hlynsson | Achna Publik: 75 Domare: Georgi Davidov (Bulgarien) | Achna Publik: 75 Domare: Georgi Davidov (Bulgarien) |
| 16:00 UTC+3 | 16:00 UTC+3  |                       |                 |                         | Achna Publik: 75 Domare: Georgi Davidov (Bulgarien) | Achna Publik: 75 Domare: Georgi Davidov (Bulgarien) |
| 16:00 UTC+3 | 16:00 UTC+3  |                       |                 |                         | Achna Publik: 75 Domare: Georgi Davidov (Bulgarien) | Achna Publik: 75 Domare: Georgi Davidov (Bulgarien) |

|             | 29 mars 2022 | Grekland | 0 – 4           | Portugal                                                                         | Theodoros Kolokotronis Stadium                        |                                                       |
| 19:00 UTC+3 | 19:00 UTC+3  |          | (0 – 3) Rapport | 12′ Fábio Carvalho 32′ (str.) Fábio Vieira 45+1′ Fábio Silva 82′ Henrique Araújo | Tripoli Publik: 1 620 Domare: Fabio Maresca (Italien) | Tripoli Publik: 1 620 Domare: Fabio Maresca (Italien) |
| 19:00 UTC+3 | 19:00 UTC+3  |          |                 |                                                                                  | Tripoli Publik: 1 620 Domare: Fabio Maresca (Italien) | Tripoli Publik: 1 620 Domare: Fabio Maresca (Italien) |
| 19:00 UTC+3 | 19:00 UTC+3  |          |                 |                                                                                  | Tripoli Publik: 1 620 Domare: Fabio Maresca (Italien) | Tripoli Publik: 1 620 Domare: Fabio Maresca (Italien) |

|             | 1 juni 2022 | Belarus                                     | 2 – 0           | Cypern | Yerevan Football Academy Stadium                                 |                                                                  |
| 17:00 UTC+4 | 17:00 UTC+4 | Roman Davyskiba 59′ Vladislav Lozhkin 90+2′ | (0 – 0) Rapport |        | Jerevan (Armenien) Publik: 0 Domare: Jakob A. Sundberg (Danmark) | Jerevan (Armenien) Publik: 0 Domare: Jakob A. Sundberg (Danmark) |
| 17:00 UTC+4 | 17:00 UTC+4 |                                             |                 |        | Jerevan (Armenien) Publik: 0 Domare: Jakob A. Sundberg (Danmark) | Jerevan (Armenien) Publik: 0 Domare: Jakob A. Sundberg (Danmark) |
| 17:00 UTC+4 | 17:00 UTC+4 |                                             |                 |        | Jerevan (Armenien) Publik: 0 Domare: Jakob A. Sundberg (Danmark) | Jerevan (Armenien) Publik: 0 Domare: Jakob A. Sundberg (Danmark) |

|             | 3 juni 2022 | Island | 9 – 0           | Liechtenstein | Víkingsvöllur                                         |                                                       |
| 17:00 UTC±0 | 17:00 UTC±0 | Kristian Hlynsson 3′, 29′ (str.) Atli Barkarson 5′, 82′ Kristall Máni Ingason 10′ Ísak Snær Þórvaldsson 19′, 33′ Brynjólfur Andersen Willumsson 35′, 37′ | (8 – 0) Rapport |               | Reykjavík Publik: 240 Domare: Ishmael Barbara (Malta) | Reykjavík Publik: 240 Domare: Ishmael Barbara (Malta) |
| 17:00 UTC±0 | 17:00 UTC±0 | |                 |               | Reykjavík Publik: 240 Domare: Ishmael Barbara (Malta) | Reykjavík Publik: 240 Domare: Ishmael Barbara (Malta) |
| 17:00 UTC±0 | 17:00 UTC±0 | |                 |               | Reykjavík Publik: 240 Domare: Ishmael Barbara (Malta) | Reykjavík Publik: 240 Domare: Ishmael Barbara (Malta) |

|             | 4 juni 2022 | Belarus             | 1 – 5           | Portugal                                                                     | Yerevan Football Academy Stadium                             |                                                              |
| 17:00 UTC+4 | 17:00 UTC+4 | Ilya Vasilevich 90′ | (0 – 1) Rapport | 33′, 56′ Fábio Vieira 50′ Gonçalo Ramos 79′ David Costa 90+4′ Vítor Oliveira | Jerevan (Armenien) Publik: 0 Domare: Ondřej Berka (Tjeckien) | Jerevan (Armenien) Publik: 0 Domare: Ondřej Berka (Tjeckien) |
| 17:00 UTC+4 | 17:00 UTC+4 |                     |                 |                                                                              | Jerevan (Armenien) Publik: 0 Domare: Ondřej Berka (Tjeckien) | Jerevan (Armenien) Publik: 0 Domare: Ondřej Berka (Tjeckien) |
| 17:00 UTC+4 | 17:00 UTC+4 |                     |                 |                                                                              | Jerevan (Armenien) Publik: 0 Domare: Ondřej Berka (Tjeckien) | Jerevan (Armenien) Publik: 0 Domare: Ondřej Berka (Tjeckien) |

|             | 6 juni 2022 | Cypern                                                                      | 3 – 0           | Grekland | Dasaki Stadium                                        |                                                       |
| 19:30 UTC+3 | 19:30 UTC+3 | Andreas Katsantonis 27′ (str.) Thomas Nikolaou 73′ Giorgos Naoum 83′ (str.) | (1 – 0) Rapport |          | Achna Publik: 257 Domare: Alexandre Boucaut (Belgien) | Achna Publik: 257 Domare: Alexandre Boucaut (Belgien) |
| 19:30 UTC+3 | 19:30 UTC+3 |                                                                             |                 |          | Achna Publik: 257 Domare: Alexandre Boucaut (Belgien) | Achna Publik: 257 Domare: Alexandre Boucaut (Belgien) |
| 19:30 UTC+3 | 19:30 UTC+3 |                                                                             |                 |          | Achna Publik: 257 Domare: Alexandre Boucaut (Belgien) | Achna Publik: 257 Domare: Alexandre Boucaut (Belgien) |

|             | 7 juni 2022 | Liechtenstein | 0 – 9           | Portugal | Rheinpark Stadion                                 |                                                   |
| 20:45 UTC+2 | 20:45 UTC+2 |               | (0 – 4) Rapport | 3′, 27′, 57′ Fábio Silva 43′ Paulo Bernardo 45′, 65′ Vítor Oliveira 78′ Fábio Carvalho 83′ Henrique Araújo 90′ Gonçalo Ramos | Vaduz Publik: 784 Domare: Denys Shurman (Ukraina) | Vaduz Publik: 784 Domare: Denys Shurman (Ukraina) |
| 20:45 UTC+2 | 20:45 UTC+2 |               |                 | | Vaduz Publik: 784 Domare: Denys Shurman (Ukraina) | Vaduz Publik: 784 Domare: Denys Shurman (Ukraina) |
| 20:45 UTC+2 | 20:45 UTC+2 |               |                 | | Vaduz Publik: 784 Domare: Denys Shurman (Ukraina) | Vaduz Publik: 784 Domare: Denys Shurman (Ukraina) |

|             | 8 juni 2022 | Island                                                                      | 3 – 1           | Belarus             | Víkingsvöllur                                                     |                                                                   |
| 18:00 UTC±0 | 18:00 UTC±0 | Kristian Hlynsson 15′ Kristall Máni Ingason 44′ Viktor Örlygur Andrason 82′ | (2 – 0) Rapport | 48′ Kirill Zinovich | Reykjavík Publik: 332 Domare: Sander van der Eijk (Nederländerna) | Reykjavík Publik: 332 Domare: Sander van der Eijk (Nederländerna) |
| 18:00 UTC±0 | 18:00 UTC±0 |                                                                             |                 |                     | Reykjavík Publik: 332 Domare: Sander van der Eijk (Nederländerna) | Reykjavík Publik: 332 Domare: Sander van der Eijk (Nederländerna) |
| 18:00 UTC±0 | 18:00 UTC±0 |                                                                             |                 |                     | Reykjavík Publik: 332 Domare: Sander van der Eijk (Nederländerna) | Reykjavík Publik: 332 Domare: Sander van der Eijk (Nederländerna) |

|             | 11 juni 2022 | Island | 5 – 0           | Cypern | Víkingsvöllur                                            |                                                          |
| 19:15 UTC±0 | 19:15 UTC±0  | Kristall Máni Ingason 11′, 57′ Andreas Karamanolis 33′ (sjm.) Sævar Atli Magnússon 65′ Kristian Hlynsson 90′ | (2 – 0) Rapport |        | Reykjavík Publik: 895 Domare: Damian Sylwestrzak (Polen) | Reykjavík Publik: 895 Domare: Damian Sylwestrzak (Polen) |
| 19:15 UTC±0 | 19:15 UTC±0  | |                 |        | Reykjavík Publik: 895 Domare: Damian Sylwestrzak (Polen) | Reykjavík Publik: 895 Domare: Damian Sylwestrzak (Polen) |
| 19:15 UTC±0 | 19:15 UTC±0  | |                 |        | Reykjavík Publik: 895 Domare: Damian Sylwestrzak (Polen) | Reykjavík Publik: 895 Domare: Damian Sylwestrzak (Polen) |

|             | 11 juni 2022 | Portugal                             | 2 – 1           | Grekland                | Estádio Cidade de Barcelos                            |                                                       |
| 20:15 UTC+1 | 20:15 UTC+1  | Paulo Bernardo 48′ Gonçalo Ramos 56′ | (0 – 0) Rapport | 90+1′ Georgios Koutsias | Barcelos Publik: 11 523 Domare: David Coote (England) | Barcelos Publik: 11 523 Domare: David Coote (England) |
| 20:15 UTC+1 | 20:15 UTC+1  |                                      |                 |                         | Barcelos Publik: 11 523 Domare: David Coote (England) | Barcelos Publik: 11 523 Domare: David Coote (England) |
| 20:15 UTC+1 | 20:15 UTC+1  |                                      |                 |                         | Barcelos Publik: 11 523 Domare: David Coote (England) | Barcelos Publik: 11 523 Domare: David Coote (England) |

## Målskyttar
Det har gjorts 75 mål på 23 matcher, vilket ger ett snitt på 3,26 mål per match (uppdaterad per den 1 juni 2022).
9 mål
- Gonçalo Ramos

5 mål
- Fábio Vieira

3 mål
- Vladislav Morozov
- Andronikos Kakoullis
- Ioannis Kosti
- Fábio Silva

2 mål
- Dmitriy Latykhov
- Vladislav Lozhkin
- Oleg Nikiforenko
- Aleksandr Shestyuk
- Giannis Gerolemou
- Giannis Sardelis
- Christos Tzolis
- Hákon Arnar Haraldsson
- Kristian Hlynsson
- Brynjólfur Willumsson
- Henrique Araújo

1 mål
- Roman Davyskiba
- Yaroslav Oreshkevich
- Roman Vegerya
- Michalis Charalambous
- Hector Kyprianou
- Daniil Paroutis
- Iasonas Pikis
- Ruel Sotiriou
- Apostolos Diamantis
- Giannis Fivos Botos
- Giannis Christopoulos
- Fotis Ioannidis
- Michalis Kosidis
- Theodosis Macheras
- Giannis Michailidis
- Nikos Michelis
- Vasilis Sourlis
- Vasilis Zagaritis
- Ágúst Hlynsson
- Kolbeinn Þórðarson
- André Almeida
- Fábio Carvalho
- Francisco Conceição
- Gonçalo Inácio
- Nuno Tavares
- Tiago Tomás

1 självmål
- Nikita Supranovich (mot Grekland)